# Bürgerholz bei Burg
Bürgerholz bei Burg este o arie protejată (arie specială de conservare — SAC, sit de importanță comunitară — SCI) din Germania întinsă pe o suprafață de 941 ha, integral pe uscat.

## Localizare
Centrul sitului Bürgerholz bei Burg este situat la coordonatele 52°18′22″N 11°55′56″E / 52.3061°N 11.9322°E.

## Înființare
Situl Bürgerholz bei Burg a fost declarat sit de importanță comunitară în octombrie 2000 pentru a proteja 3 specii de animale. Situl a fost protejat și ca arie specială de conservare în decembrie 2018.

## Biodiversitate
Situată în ecoregiunea continentală, aria protejată conține 6 habitate naturale: Liziere de ierburi înalte hidrofile de câmpie și de nivel montan până la alpin, Fânețe de joasă altitudine (Alopecurus pratensis, Sanguisorba officinalis), Păduri de fag Luzulo-Fagetum, Păduri de stejar sau de stejar și carpen sub-atlantice și medio-europene de Carpinion betuli, Păduri acidofile de stejar bătrân cu Quercus robur pe câmpii nisipoase, Păduri aluvionare cu Alnus glutinosa și Fraxinus excelsior (Alno-Padion, Alnion incanae, Salicion albae).
La baza desemnării sitului se află mai multe specii protejate:
- mamifere (2): liliac cârn (Barbastella barbastellus), vidră de râu (Lutra lutra)
- nevertebrate (1): Osmoderma eremita Complex

Pe lângă speciile protejate, pe teritoriul sitului au mai fost identificate 1 specie de plante, 8 specii de mamifere, 1 specie de nevertebrate.